# Agafja Semjonowna Gruschezkaja

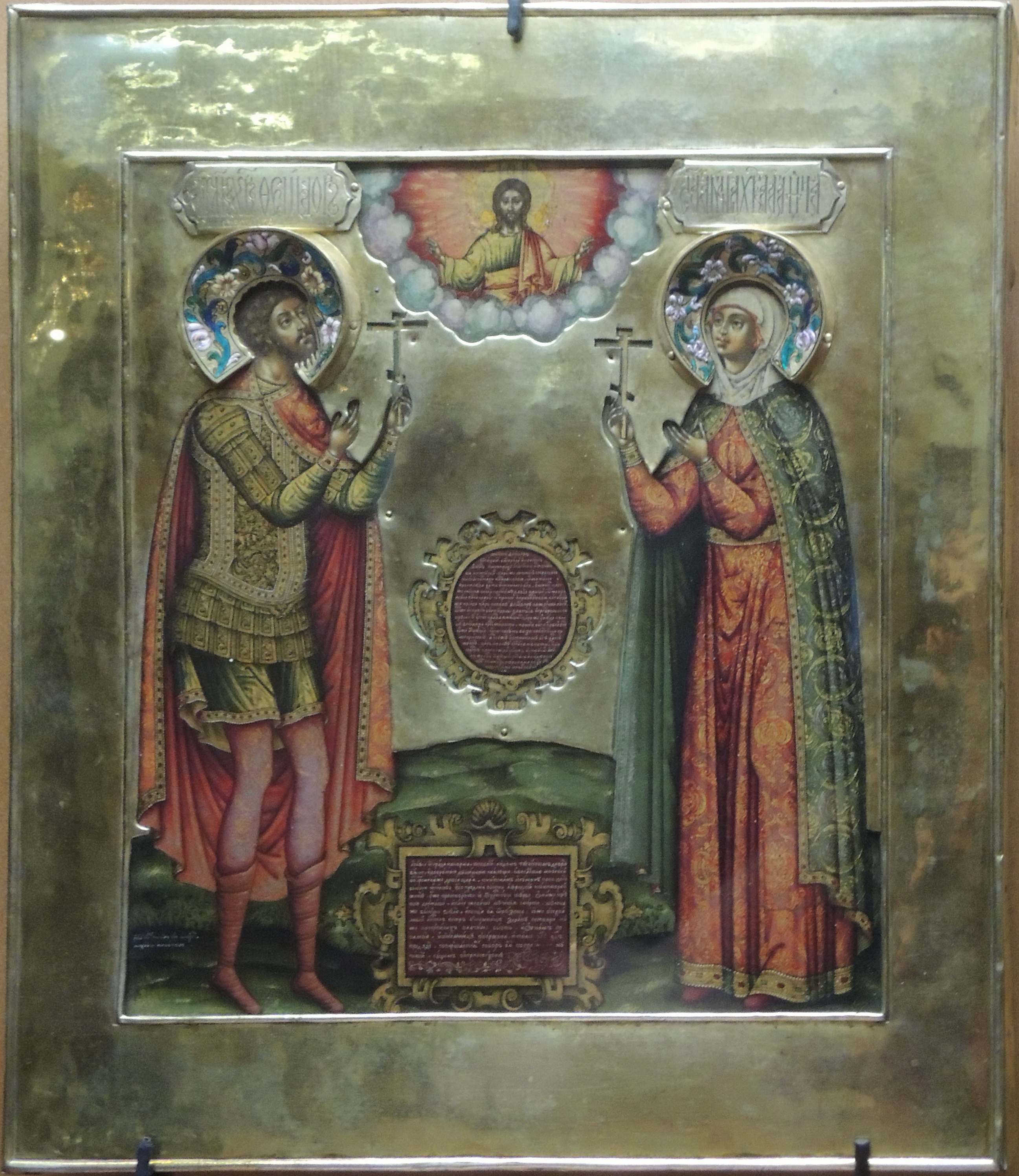
Patronatsikone mit Zar Fjodor III. und Zarin Agafja (rechts) von Michail Miljutin (1681)

Agafja Semjonowna Gruschezkaja (russisch Агафья Семёновна Грушецкая, wiss. Transliteration Agaf'ja Semënovna Grušeckaja; * 1665; † 14. Julijul. / 24. Juli 1681greg.) war die erste von zwei Gemahlinnen von Fjodor III. und somit Zarin von Russland.

## Leben
Sie wurde als Tochter von Semjon Fjodorowitsch Gruschezki, einem russischen Adeligen polnischer Herkunft, und dessen Gemahlin Maria Iwanowna Zaborowski geboren.
Am 28. Juli 1680 wurde sie 15-jährig mit Zar Fjodor III. von Russland vermählt, ihr Mann war vier Jahre älter und war bereits seit vier Jahren Zar. Sie gebar einen Sohn, Zarewitsch Ilja (* 11. Juli 1681/† 21. Juli 1681), der bereits nach 10 Tagen starb. Agafja starb im Kindbett, nur drei Tage nach ihrem Sohn, und vier Tage vor ihrem einjährigen Hochzeitstag. Sie wurde in der Erzengel-Michael-Kathedrale in Moskau begraben.